# Campionati del mondo di mountain bike 2012 - Downhill maschile Elite
La Downhill maschile Elite dei Campionati del mondo di mountain bike 2012 si è svolta il 2 settembre 2012 a Leogang, in Austria. La gara è stata vinta dal sudafricano Greg Minnaar, che ha terminato la gara in 3'21"790.

## Classifica (Top 10)
| Pos. | Corridore                  | Squadra       | Tempo    |
| ---- | -------------------------- | ------------- | -------- |
| 1    | Greg Minnaar               | Sud Africa    | 3'21"790 |
| 2    | Gee Atherton               | Gran Bretagna | a 0"581  |
| 3    | Steve Smith                | Canada        | a 1"214  |
| 4    | Michael Hannah             | Australia     | a 2"140  |
| 5    | Samuel Hill                | Australia     | a 3"406  |
| 6    | Damien Spagnolo            | Francia       | a 3"859  |
| 7    | Florent Payet              | Francia       | a 4"227  |
| 8    | Brook MacDonald            | Nuova Zelanda | a 4"861  |
| 9    | Markus Pekoll              | Austria       | a 5"774  |
| 10   | Marcelo Gutiérrez Villegas | Colombia      | a 6"064  |